# Radnički fudbalski klub Grafičar Belgrado
Il Radnički fudbalski klub Grafičar Belgrado (in serbo ФК Графичар Београд?), meglio noto come RFK Grafičar Belgrado, è una società calcistica serba con sede nella città di Belgrado.
Nella stagione 2024-2025 milita nella Prva Liga Srbija, la seconda divisione del campionato serbo.

## Palmarès

### Competizioni nazionali
- Srpska liga Beograd: 1

2018-2019

### Altri piazzamenti
- Prva Liga Srbija:

Secondo posto: 2019-2020